# Hures-la-Parade
Hures-la-Parade – miejscowość i gmina we Francji, w regionie Oksytania, w departamencie Lozère.
Według danych na rok 1990 gminę zamieszkiwały 164 osoby, a gęstość zaludnienia wynosiła 2 osoby/km² (wśród 1545 gmin Langwedocji-Roussillon Hures-la-Parade plasuje się na 743. miejscu pod względem liczby ludności, natomiast pod względem powierzchni na miejscu 15.).

## Populacja

Populacja Hures-la-Parade w latach 1962-2008